# Catascopia terebra
Catascopia terebra е вид коремоного от семейство Lymnaeidae.

## Разпространение
Видът е разпространен в Източна Бохемия, Моравия, Германия, Полша и други области.